# Роза Шањина
Роза Јегоровна Шањина (рус. Ро́за Его́ровна Ша́нина; 3. април 1924 — 28. јануар 1945) је била совјетски снајпер за време Другог светског рата. Забележила је 59 убистава, а одликована је Орденом славе 2. и 3. класе, као и Медаљом храбрости.